# Ilyas Labeeb

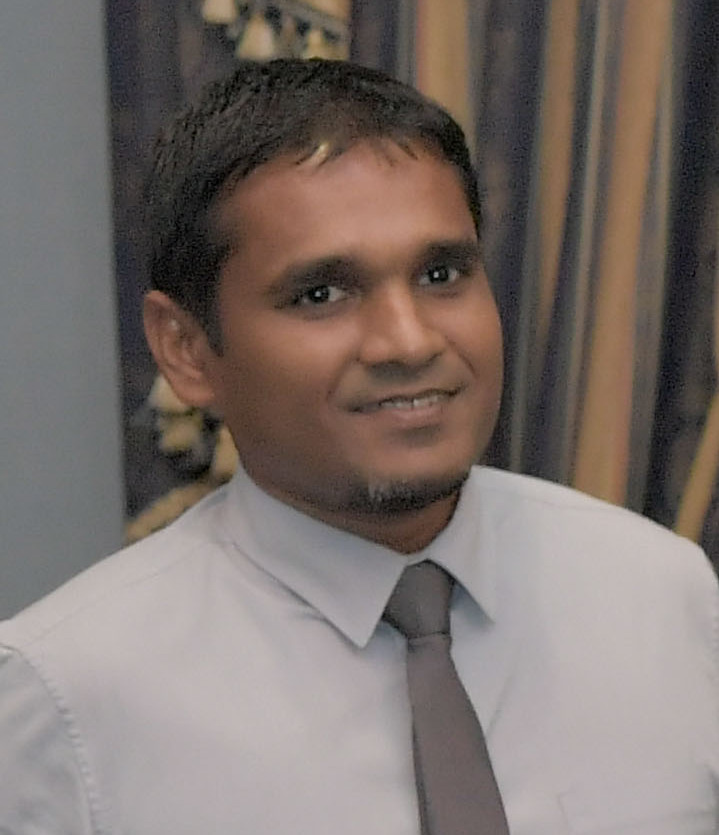
Ilyas Labeeb (2019)

Ilyas Labeeb (Dhivehi އިލްޔާސް ލަބީބް; * in Addu, Malediven) ist ein maledivischer Politiker und Parlamentsabgeordneter. Er wurde als Kandidat der Demokraten für die maledivischen Präsidentschaftswahlen 2023 nominiert.